# ياسي
ياسي (بالإنجليزية: YaCy)‏ – هو محرك بحثي موزع يستخدم بالمجان، مبني علي مبادئ شبكة النظير للنظير. محتوى المحرك عبار عن برنامج مكتوب بلغة الجافا موزع على العديد من الحواسب الالية في شهر سبتمبر 2006 وكان يسمى ب «نظراء الياسي» كل نظير بمفرده يبحث في شبكة الإنترنت، يحلل ويسجل الصفحات التي وجدت ويخزن التسجيلات في قاعدة بيانات مشتركة (التي تسمي ب «السجل») بين الاخرون طبقا لمبادئ شبكة النظير للنظير. هو محرك بحث لأي شخص ويمكنه بناء مدخل بحثي لشبكته الداخلية ومساعدته في البحث على الإنترنت العام.
مقارنتا بالمحركات البحث الموزعة الأخرى، فان ياسي لا مركزي. كل نظراء ياسي متساوون ولا يوجد سيرفر بينهم. يمكن وضع ياسي في وضعية «الزحف على الإنترنت» أو «خدمة وكيلة محلية» يسجل كل الصفحات التي تم زيارتها عن طريق ياسي على الحسب الالي. (يوجد عدة تقنيات لحماية خصوصية المستخدم)
السيرفر المحلي يمد المستخدم بمكان للبحث ثم يستخدم وظائف البحث ويعطيه النتائج في شكل مثل اشكال المحركات الأخرى المشهورة. هو سهل التصفح ويمكن تثبيت البرنامج على نظم تشغيل متعددة مثل (جنو/لينكس، أو إس 10، ,ويندوز، أوبونتو...الخ) وهو مكتوب بلغة الجافا سكريبت.

## مكونات النظام
- الزاحف: هو عبار عن باحث الي يقوم بالتنقل بين الصفحات ويحلل كل واحدة منهم.
- مسجل: هو يكون ال Inverted index ؛ كل كلمة تخزن في Inverted index لديها قائمة بكل عناوين الصفحات التي وجدت فيها ومعلومات تصنيفها. كل كلمة مخزنة في شكل مجزئ.
- السطح البيني للبحث والإدارة: عبار عن صفحة متصلة بالمحرك ويمكن التحكم بالسيرفر عن طريقها.
- تخزين البيانات

## الفلسفة
مجمع المعلومات في قرن 21 مبني على الاستخدام المجاني للمعلومات العامة. هناك تركيز عالي على الشفافية والمسؤولية وإمكانية الوصول إلى المعلومات. ياسي يهدف إلى عرض هذه المعلومات مجانا على نحو فعال فبينما معظم محركات البحث العالمية عبارة عن أنظمة مغلقة ويمكن لأي شخص مشاهدة كيف تأتي المعلومات وتظهر للمستخدم.

### بحث مجاني: الرابط المفقود
يوجد العديد من المحتويات المجانية مثل ويكيبيديا، موسيقي مجانية، والبيانات في المشاع الإبداعي ورخص الاستخدام المجاني. ان ياسي يؤمن أن المعلومات المجانية تعتبر حقا مجانية إذا تم أخذها عن طريق برنامج مجاني وان ياسي يقوم بهذا الرابط المفقود بين المستخدم والمعلومة، البحث المجاني.

### محرك بحثي لا مركزي
أن الانترنت مبني على فلسفة أصلية، البنية التحتية «الكل للجميع».  ولكن اتصالات المرسل-مستقبل هي الوحيدة التي غمرت شبكة الإنترنت. كما أن المستخدمون يقومون باستعمال المعلومات فلا بد ان يوفروها للاخرون. من ضمن اهداف ياسي هو مساعدة المنتجون ومستخدمون معلومات الشبكة على العمل بشكل مستقل من المحرك المركزي بواسطة اظهار المحتوى للكل.

### فوائد فلسفة ياسي

#### حقوق المواطن وخصوصيته
- ·        لا يوجد مراقبة مركزية وتقيم على الاستفسارات البحثية
- ·        لا يمكن تقيم متابعة البيانات، فهو عبار عن عامل اقتصادي لانهاء التجسس الصناعي

#### بيئيا
كل مراكز البيانات التي تخص محركات البحث المركزي يستهلكون كمية كبيرة من الكهرباء بينما المحركات الموزعة فقط تحتاج حواسب المستخدمين

#### اجتماعيا
- ·        كل الباحثين لديهم لحق في إضافة معلومات إلى المحتوى
- ·        محتوى المحرك يحدد  عن طريق المستخدمين وليس من الجوانب التجارية مشغل البوابة الاكترونية
- ·        كل شخص يمكنه تقييم جودة واهمية معلومات الصفحات بقوانينه والأهمية الشخضية كوسيلة تصنيف (شعبية وعلمية)

## المزايا
- ·        كما ان هناك لا يوجد بحث مركزي فمن الصعب مراقبة النتائج والموثوقية أكبر لأن ليس هناك نقطة فشل واحدة وسجل البحث يخزن تكراري
- ·        لا يوجد اعلانات مركزية لأن المحرك لا يوجد شركة تملكه
- هويسجل صفحات الشبكة الداخلية وال Darknets بسبب تصميم ياسي
- ·        من الممكن توفير درجة اعلى من الخصوصية
- ·        في كل مرة بحث، ياسي يأتي بالصفحات المتوفرة في نتائج البحث ويتأكد من وجود الكلمات الدالة التي طلبها المستخدم وهذا يفيد ان الصفحات التي يوجد بها كلمات دالة لاتظهر للمستخدم

## العيوب
- ·        لا يوجد  وظيفة ال NAT traversal  مدمجة في المحرك
- ·        حيث أن لا يوجد سيرفر مركزي وياسي عبار عن شبكة مفتوحة لأي شخص فمن الممكن وجود نظراء غير معروفين قادرين على إدخال برامج غير مرغوب فيها ولكن نظرية ياسي انه لن تظهر أي صفحة لا يوجد بها أي كلمات دالة التي طلبها المستخدم
- التحقق من النتائج في ناحية العميل يتم كل مرة عندما يقوم المستخدم بالبحث فهذا يقلل سرعة تحميل السيرفر
- ·        أن ياسي يستخدم بروتوكول HTTP-requests وهو أبطأ من ال binary requests
- ·        لا يدعم ال  IPv6

## وصلات خارجية
- ياسي على موقع Open Hub (الإنجليزية)
- الموقع الرسمي